# Kobylany (Subkarpaten)
Kobylany is een plaats in het Poolse district  Krośnieński (Subkarpaten), woiwodschap Subkarpaten. De plaats maakt deel uit van de gemeente Chorkówka en telt 1100 inwoners.